# Meresanj III
Meresanj III fue una reina de la cuarta dinastía del Antiguo Egipto, esposa del Faraón Jafra.
Portaba los títulos de Hija del Rey, Esposa del Rey y Grande del Cetro. El primero de ellos no es totalmente cierto, porque Kauab, aunque era el heredero, murió antes que su padre y nunca reinó. Los textos y relieves de su tumba la presentan como adoratriz de Hathor y Dyehuty.

## Biografía
| U6 | S29 | S34 |

| U6 | S29 | S34 |

Era hija del príncipe heredero Kauab y de su esposa Hetepheres II y por tanto nieta de Jufu (Keops), y contrajo matrimonio con su tío Jafra. Sus hijos fueron los chatys Duanre y Nebemajet, los príncipes Cheneterka y Niuserra, la princesa Schepsetkau y, según Reisner, otras dos hijas que permanecen desconocidas.
Sobrevivió a su marido, y murió durante el primer año de reinado de un rey sin nombre, seguramente el faraón Menkaura. Las inscripciones en su tumba proporcionan tanto el momento de su fallecimiento como la fecha de su funeral; la muerte debió ser inesperada, ya que fue enterrada en una tumba que estaba preparada para su madre; también el sarcófago era de Hetepheres, como atestigua una inscripción: «yo lo he dado (el sarcófago) a la hija y esposa real Meresanj». Sus restos reposan en el Museo egipcio de El Cairo, y revelan que era una mujer de 1,54 metros de estatura que murió a los 50 o 55 años.

## Tumba
Fue enterrada en una mastaba doble de Guiza (G7530-7540) ampliamente decorada, situada en la necrópolis del este de la Gran pirámide. Su tumba fue descubierta por el arqueólogo George Reisner el 23 de abril de 1927, que realizó posteriores excavaciones en nombre de la Universidad de Harvard y el Museo de Bellas Artes de Boston.
La capilla funeraria se encuentra en el extremo norte de la necrópolis y es muy inusual entre las mastabas, en las que la capilla estaba incorporada a la tumba, porque se trata de una construcción subterránea; La capilla está decorada con relieves, pero quedó inconclusa.
El sarcófago es de granito negro, decorado con fachadas de palacio para el entierro de Meresanj. La tumba contenía también una serie de vasos canopos y una estatua de piedra caliza que representa a la reina Hetepheres abrazando a Meresanj, otros dos fragmentos de estatuas y tres estatuillas de sirvientes. Todo ello se encuentra hoy en el Museo de Bellas Artes de Boston.

### Descripción

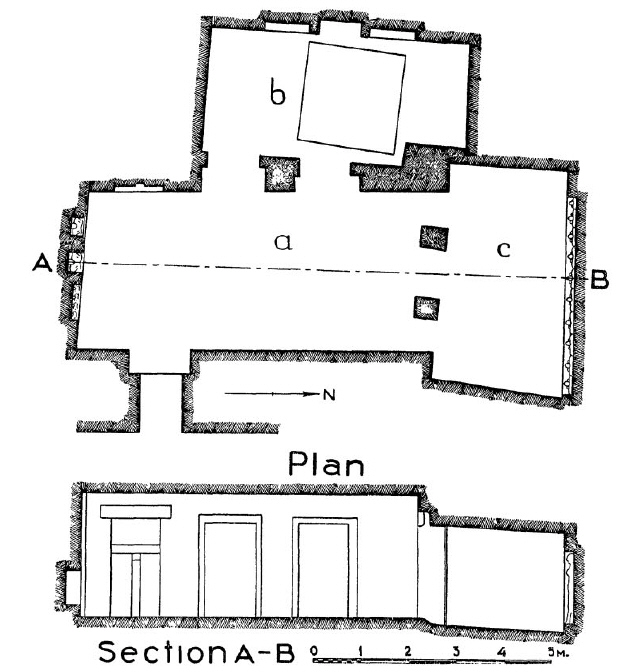
Planta y alzado de la mastaba G7530.

La mitad norte de la tumba (G7530) consta de tres salas. En el dintel de la entrada se identifican dos fechas: La primera es la muerte de Meresanj el día 21 del primer mes de Shemu (Pa-en-Jonsu, del 26 de abril al 25 de mayo) del año 1; la segunda es la de su funeral el día 18 del segundo mes de Peret (Pa-en-Mejer, del 26 de enero al 24 de febrero) del año 2. Entre los dos acontecimientos, por lo tanto, transcurrieron 273 días, un período superior a los 70 días que Heródoto y Diodoro de Sicilia indican como usual en el proceso de momificación. Reisner atribuye este largo período a la necesidad de adaptar la mastaba de Hetepheres para Meresanj. No está claro de qué reinado se habla, Reisner creía que se trataba de Shepseskaf, pero estudios recientes apuntan a Menkaura.
Las paredes están decoradas con escenas de la vida cotidiana, unas de la reina con su familia, otras de artesanos, campesinos o escribas trabajando, y también hay escenas de caza y pesca. 
La sala A muestra relieves de artesanos tallando estatuas (un sarcófago, un altar y una puerta falsa) y trabajando metales. Otras escenas muestran a los padres de Meresanj, Kauab y Hetepheres, y a sus hijos Duanre (pone Duare) y Niuserra (pone Niuserra-anj, pero anj se añadió más tarde). En la pared sur hay tres nichos tallados en la roca que contienen estatuas. La primera muestra a Chemetnu el Anciano, constructor de la capilla. La segunda estatua es, probablemente, el hijo menor de la reina, Cheneterka. El tercer nicho contiene un grupo de cuatro estatuas sin nombre, que Reisner supone son los hijos.
La sala B incluye en su muro occidental una puerta falsa flanqueada por dos estatuas de Meresanj y su madre. En esta sala se encuentra el pozo de acceso a la cámara subterránea, donde se encontró el sarcófago de granito negro que está ahora en el Museo egipcio en El Cairo, y que todavía conservaba el esqueleto.
En la sala C también se han encontrado estatuas talladas en la roca, hay un total de diez piezas que están en una fila adosadas a la pared. Según Reisner, las tres de la derecha representan a Hetepheres II, las cuatro del centro a Meresanj III y las tres de la izquierda a Schepsetkau y otras dos hijas de Meresanj.